# Mahatha ornatipes
Mahatha ornatipes is een krabbensoort uit de familie van de Gecarcinucidae. De wetenschappelijke naam van de soort is voor het eerst geldig gepubliceerd in 1915 door Roux.